# Ordningsvakt

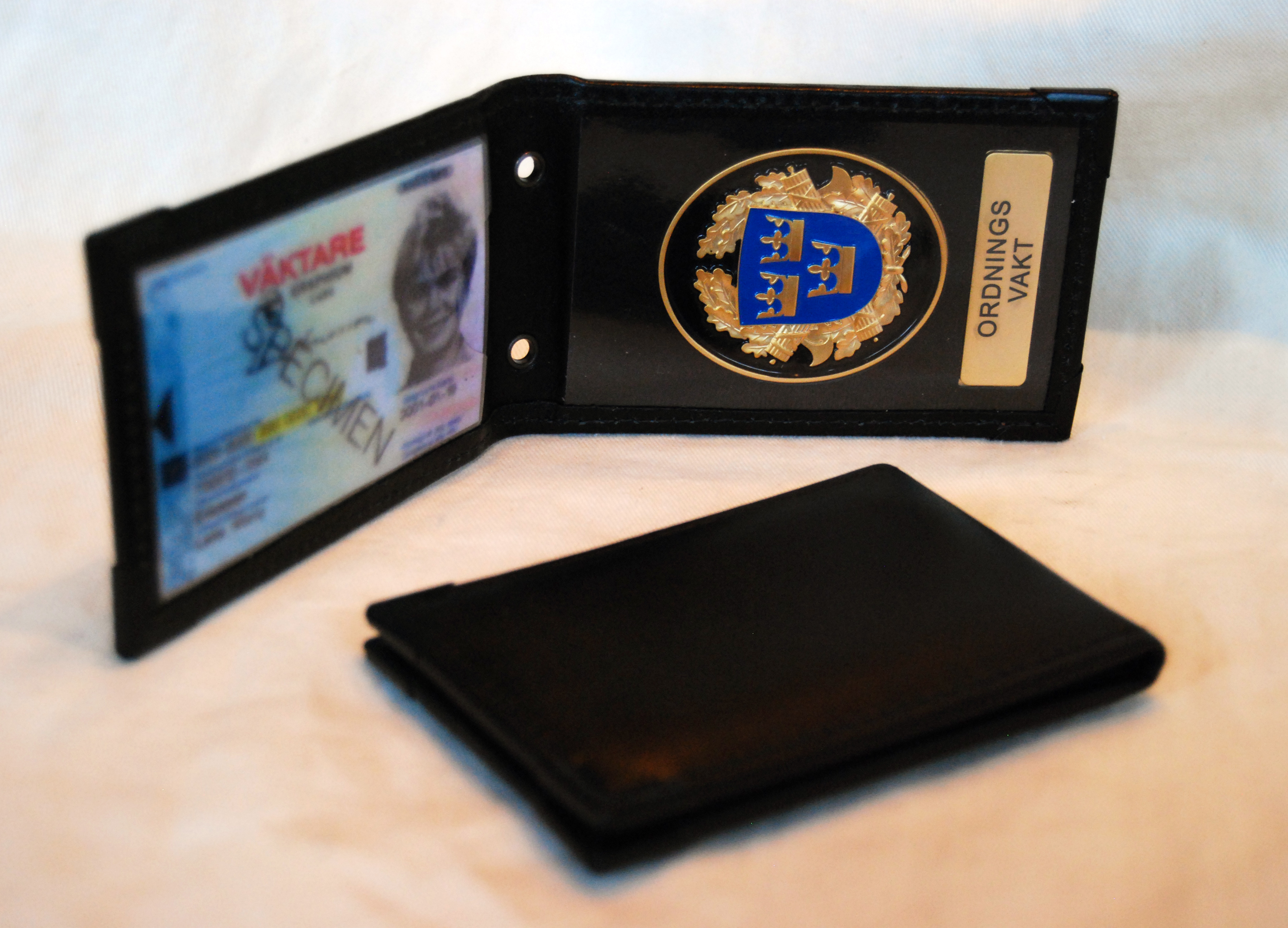
Tjänstetecken och identifikationskort för en utbildad ordningsvakt

En ordningsvakt är i Sverige en tjänsteman med förordnande av Polismyndigheten att medverka till upprätthållandet av allmän ordning, och som innehar flera polisiära befogenheter och skyldigheter under tjänstgöring. Ordningsvakter förordnas av Polismyndigheten för de uppdrag som kan behövas i tjänstgöring. Detta är områden som delas in i grupper som regleras i lagen (1980:578) om ordningsvakter (LOV) och polislagen (1984:387) (PL).

## Uppgifter
Sedan 1 januari 2015 blev nya förordnanden till ordningsvakter rikstäckande då Polismyndigheten gick igenom en omorganisering till en myndighet. Ordningsvakten har till uppgift att "...medverka till att upprätthålla allmän ordning" . Områden där ordningsvakter kan tjänstgöra är till exempel kollektivtrafik, idrottsevenemang, krogar, tivolin, köpcentra, sjukhus, ambassader, domstolar eller mässor. Polisen är förmän till ordningsvakter och ordningsvakter har i första hand lojalitet mot polisen. Ordningsvakter har rapporteringsskyldighet till polismyndigheten. Ordningsvakter utövar myndighet vid nyttjande av sina befogenheter och måste alltid ha lagstöd för varje ingripande.
Ordningsvakter blandas ofta ihop med väktare och entrévärdar. Dessa yrken är ofta relaterade, men ändå åtskilda (ordningsvakter kallas ofta felaktigt för "dörrvakter" men det är inte hållbart rent juridiskt, man syftar i så fall ofta på en entrévärd). En ordningsvakt har på platsen i fråga tillsatts istället för en polisman i syfte att säkerställa ordning och laglydighet på platsen ifråga och är försedd med de nödvändiga polisiära befogenheterna för detta. Polis tillkallas som regel endast i fall ett envarsgripande eller omhändertagande behöver fullgöras i form av att transportera de lagförda till ett förvaringsutrymme (såsom tillnyktringsenhet eller polisarrest).

## Befogenheter
De särskilda befogenheter en ordningsvakt har regleras i  PL med tillhörande föreskrifter i bland annat ordningsvaktsförordningen (1980:589) samt RPS FAP 692-1 (2012:17). Ordningsvakter får utrustas med handfängsel, batong samt expanderbar batong (ej att förväxla med fjäderbatong) efter genomgången utbildning. En ordningsvakt får, om det behövs, också använda våld enligt 10 § PL samt 24 kap. 2 och 7 §§ Rättegångsbalken om det är nödvändigt för att ordningen skall upprätthållas, till exempel om han eller hon, med laga stöd, skall gripa, avlägsna eller omhänderta en person.
En ordningsvakt får även avvisa, avlägsna samt, om nödvändigt, omhänderta en person som stör den allmänna ordningen (PL 13 §) på det område där denne tjänstgör (LOV 2-3 §§). Detsamma gäller om straffbelagd handling ska kunna avvärjas (exempelvis att ordningsvakten nekar en person tillträde till viss plats eller visst område om denne misstänker att personen kommer begå brott eller vara en fara för den allmänna ordningen).
Utöver detta får en ordningsvakt bland annat:
- Omhänderta någon som enligt LOB inte kan ta hand om sig själv, eller utgör en fara för sig själv eller någon annan;
- Beslagta alkohol enligt 1958 års lag om förverkande av alkoholhaltiga drycker m.m.; Ordningsvakten har även rätt sedan 1 januari 2024 att förverka alkohol av ringa värde efter kontakt med polismyndigheten. 
- Avvisa eller avlägsna någon samt beslagta alkohol enligt OL 3 och 4 kap.;
- Gripa personer som begått brott belagt med fängelse i straffskalan, på bar gärning, flyende fot eller efterlysning för brott enligt OL 5 kap. eller RB 24:7 (envarsgripande);
- Beslagta bevismaterial enligt RB 27:4 i samband med ett envarsgripande enligt RB 24:7;
- Kroppsvisitera personer samt kolla i personens väska enligt PL 19 §, 1 st. 1 p. vid ett envarsgripande enligt RB 24:7, avlägsnande enligt PL 13 § eller omhändertagande enligt antingen PL 13 § eller LOB; Ordningsvakten har även rätt att kroppsvisitera i syfta att hitta id-handlingar för att styrka en persons identitet. 
-  Gripa envar som begår brott mot OL 5 kap.;
- Använda våld enligt PL 29 § och PL 10 § samt BrB 24:1, 24:2, 24:4, 24:5.
- Belägga en gripen, omhändertagen eller avlägsnad person med handfängsel enl. PL 10a §.
-Efter genomgången extra utbildning genomföra transporter av omhändertagen efter beslut av polismyndigheten.

## Olika kategorier av ordningsvakter
- Ordningsvakter anställda av auktoriserat bevakningsföretag arbetar oftast vid sjukhus, i olika köpcentrum, i kollektivtrafiken, i domstolar och liknande. Dessa ordningsvakter har oftast utbildning till väktare i grunden, samt innehar andra typer av säkerhetsutbildningar (offentligrättslig parkeringsvakt, civil eller militär skyddsvakt, personskyddsväktare)
- Frilansande ordningsvakter. Dessa kan vara organiserade inom en ordningsvaktförening eller direkt anställda av arrangören. Dessa ordningsvakter arbetar som regel under 2 § LOV och är den vanligaste typen av ordningsvakt som man möter på krogar och evenemang.

## Utbildning
Grundutbildning till ordningsvakt genomförs av Polismyndigheten och omfattar minst 80 timmar. Var tredje år skall en fortbildning genomföras som omfattar minst 20 timmar. Det är Rikspolisstyrelsen som beslutar om utbildningarna och dess innehåll, vilket sker i författningssamlingarna .
Sedan slutet av 2015 finns det även en förkortad ordningsvaktutbildning för dem som sedan tidigare har väktar- eller skyddsvaktutbildning. Även monopolet på utbildning till ordningsvakt är borttaget och företag får numera utbilda ordningsvakter, men förordandeansökan och tester måste fortfarande gå via Polismyndigheten.
Ordningsvaktens förordnande är personligt och således inte knutet till ett företag, utan till den enskilde ordningsvakten. Ordningsvakt har skyldighet att uppvisa förordnande och ID till polis eller inspektör från Länsstyrelsen, och är skyldig att uppvisa förordnande för enskild om det föranleds av tjänsteutövningen. På ordningsvaktsbrickan finns ett nummer, exempelvis AXXX.XXX/2016, som identifierar ordningsvakten. Detta nummer, inklusive det personregister som Polismyndigheten upprätthåller är sekretessbelagt och varje begäran om personuppgifter till Polismyndigheten behovsprövas mot myndighetens kvalificerade sekretesskyldighet. Förordnadenumret är en ordningsvakt skyldig att lämna ut om det inte misstänkts användas i brottsligt syfte
Ordningsvaktsbrickan har sedan december 2012 kompletterats med en enhetlig polisuniform för alla ordningsvakter i riket. På vänster bröst återfinns beteckningen "Ordningsvakt". På båda överarmarna finns polisens lilla riksvapen (med avsaknad av kronan) med två fasces vilande på en bädd av eklöv omgärdade av texten " Ordningsvakt". Oftast kompletteras detta även med reflextrycket "Ordningsvakt" på ryggen.

## Förordnande och tjänstetecken
Ordningsvaktsbrickan har sedan december 2012 kompletterats med en enhetlig uniform för alla ordningsvakter. Ordningsvakten blir tilldelad ett så kallat A-nummer i stil med AXXX.XXX/20XX. Detta nummer är en ordningsvakt skyldig att lämna ut, notera dock att rakt skaderekvisit gäller enligt offentlighets- och sekretesslagen.
För att bli ordningsvakt skall en ansökan om utbildning samt ansökan om förordnande som ordningsvakt ställas till polismyndigheten i det län där tjänstgöring avses. Polismyndigheten genomför en lämplighetsbedömning som inkluderar ett fysiskt test, prov i svenska språket och en psykologisk utvärdering med ett antal poliser. Därefter genomförs grundutbildning till ordningsvakt (som tar ett antal veckor); ibland genomförs utbildningen på Polishögskolan. Efter godkänd utbildning utfärdas ett förordnande. Förordnandet är ett inplastat dokument, eller ett plastkort i ID-kortsformat, som talar om att man av Polismyndigheten utsetts som ordningsvakt. Ett förordnande är normalt giltigt i fem år, men första gången man förordnas till ordningsvakt får man ibland en prövotid om ett år.
Detta förordnande är personligt och är som regel inte knutet till en arbetsgivare, exempelvis ett bevakningsföretag. Ordningsvakt har skyldighet att uppvisa förordnande och ID till polis eller inspektör från Länsstyrelsen, och är skyldig att uppvisa sitt förordnande för envar, om det föranleds av tjänsteutövningen (FAP 692-1 - RPSFS 2012:17 - § 7:3).

## Uniform
I och med att Rikspolisstyrelsen utgav en ny version av FAP 692-1 (RPSFS 2010:8) beslutades att en gemensam uniform skall införas för landets samtliga ordningsvakter. Uniformen är snarlik polisens insatsuniform med skillnaden att den är i en något ljusare och gråare blå färg och att alla plagg saknar axelklaffar. Färgkoden på uniformen är NCS 7015-R90B. Uniformen ska göra det lättare att identifiera ordningsvakter och förtydliga deras ställning som myndighetsutövare under polisen.

### Uniformsplagg
Alla plagg i uniformssystemet är i den speciella blå färg som RPS har beslutat, med undantag för skjortorna.
Uniformsutbudet innehåller:
- Jacka med reflexer runt jackans nederkant och ärmar. Får ha huva.
- Byxor med benfickor och reflexer runt nedre delen av benen. Får vara av Försvarsmaktens M/90-modell "hundförarbyxa", alltså sluta om kängskaften som t.ex. Försvarsmaktens Fältbyxa 90.
- Raka byxor. Får förses med benfickor.
- Overall med reflexer runt ärmarnas och benens nedre del.
- Pikétröja.
- Tröja med o-ringad hals. Av NATO-modell.
- Tröja med v-ringad hals. Av NATO-modell.
- Polotröja.
- T-shirt.
- Skjorta. Finns med kort eller lång ärm. Samma ljusblå färg som polisens skjortor.
- Slips. Blå med säkerhetslösning för att minska strypningsrisk.
- Kavaj. Denna skall ha ett kostymemblem under bröstets funktionsbeteckning. Kostymemblemet är ett runt tygmärke med samma motiv som emblemet i metall.
- Kjol.
- Båtmössa av polismodell.
- Mössa av kepsmodell.
- Vintermössa (även av kepsmodell).
- Reflexväst. Gul med blå platta med texten "ORDNINGSVAKT".
- Reflexjacka. Gul med blå platta med texten "ORDNINGSVAKT".

### Tjänstetecken till uniformen
De tidigare tjänstetecknen i metall (kallade "brickan") bäres ej till uniformen och upphör helt att gälla den 1 december 2012.
På jacka, kavaj, overall, pikétröja, tröja och skjorta bäres:
- Ärmemblem på båda ärmar.
- Funktionsbeteckning ovanför vänster bröstficka (el. motsv.).
- Ryggtryck med texten "ORDNINGSVAKT". Detta är dock valfritt på kavajen, samt nato-tröja på grund av svårighet att fästa trycket på materialet.

På reflexjackan bäres endast ärmemblem på båda ärmar.
På båtmössa, keps och vintermössa bäres mössemblem. Detta är snarlikt ärmemblemen men i en mindre storlek. Huvudbonad ska bäras vid arbete utomhus. 
På samtliga plagg som förses med ärmemblem får bevakningsbolags företagsemblem fästas under ärmemblemet på båda ärmar.